# 독일의 정당 제도
아래는 독일의 정당에 대한 내용이다.

## 독일 법률상 정당

### 기본법
독일에서의 정당의 지위는 기본법 21조에 다음과 같이 기술되어 있다.
정당은 국민의 정치적 의지형성에 협력한다. 정당의 설립은 자유이다. 당내 규정은 민주적 기본입장에 합치해야한다. 정당은 재산의 출처와 사용과 자산을 공개 해야한다.
정당은 그 목적과 지지자의 태도가 자유민주주의 기본질서를 침해 또는 철폐하거나 독일연방공화국의 존립을 위태롭게하는 것은 헌법에 위배된다. 헌법 위반 여부의 문제는 헌법재판소에서 결정한다.

### 정당법상 정의
정당법에 의하면 정당을 다음과 같이 정의하고 있다.

§ 2 정당의 개념 

(1) 정당은 지속적으로 또는 장기적으로 연방 또는 주에서 정치적 의사형성에 영향을 받아, 국민의 신임을 받아 연방의회나 주의회에서 실현하고자 하는 시민들의 결사체이다. 정당은 실제적 모습 전체적인 상과 부합해야 한다. 특히 조직의 환경과 안정성, 당원의 수, 공개적으로 나타나는 모습이 목적을 실현하기에 충분해야 한다. 당원은 개인만이 가능하다.

(2) 6년 이상 주의회 또는 연방의회 선거에 출마하지 않는 결사체는 정당으로서의 지위를 잃어버린다.

(3) 다음과 같은 정치 결사체는 정당이 아니다.
1. 당원 또는 대표기구의 성원의 다수가 외국인인 경우
2. 결사체의 소재지 또는 사무국이 이 법이 영향을 미치는 범위 밖에 있는 경우

정당은 선관위에 당헌, 강령과 대표기구의 성원의 이름을 등록해야한다. 관련 정보는 누구나 열람할 수 있다. 현재 등록된 정당 정보 PDF은 온라인상에서 열람할 수 있다. 독일에서 공식적인 정당업무의 시작은 창당 총회부터 시작된다.

## 정당의 강령
정당은 수년 또는 수십년간에 걸쳐 실현하려는 기본강령을 가지고 있다. 기본강령에는 우선적으로 정당의 가치와 이데올로기를 규정하고 있다.
개별 선거를 앞두고, 각 정당은 다가오는 선거의 임기동안 실현할 내용을 담은 선거강령이나 집권강령을 채택한다.
일반적으로 강령은 연방수준에서 뿐만 아니라 주나 시군수준에서도 채택한다. 현안을 이유로 강령을 보충, 보완할 목적으로 특정 분야에 대한 강령을 채택하기도 한다. 독일 정당들은 대부분 독일 통일이후 새로운 강령을 채택했다. 주요 정당의 강령은 다음과 같다.
| 정당   | 강령명                        | 강령명(원어)                                        | 채택일                       | 채택 당대회                  |
| ------ | ----------------------------- | --------------------------------------------------- | ---------------------------- | ---------------------------- |
| 기민련 | 자유와 안전. 독일을 위한 강령 | Freiheit und Sicherheit.Grundsätze für Deutschland. | 2007.12.3-4                  | 하노버 당대회                |
| 기사련 | 모두에게 기회를!              | Chancen für alle!                                   | 2007.9.28                    | 뮌헨 당대회                  |
| 사민당 | 함부르크 강령                 | Hamburger Programm.                                 | 2007.10.28                   | 함부르크 당대회              |
| 자민당 | 비스바덴 강령                 | Wiesbadener Grundsätze.                             | 1997.5.24                    | 비스바덴 당대회              |
| 녹색당 | 미래는 녹색이다               | Die Zukunft ist grün.                               | 2002.3.15-17                 | 베를린 당대회                |
| 좌파당 | 좌파당 강령 초안              | Programm der Partei DIE LINKE (Entwurf)             | 강령없음(2010.3.20 초안제출) | 강령없음(2010.3.20 초안제출) |

## 정당의 임무
정당의 임무는 다양하면서도 논쟁의 여지가 있다. 독일 정당법 1조에는 정당의 임무에 대해 다음과 같이 기술하고 있다.
| “ | (2) 정당은 모든 공공분야에서 국민의 정치적 의사형성에 동참하며, 이를 통해 여론형성에 영향을 주고, 정치교육을 고무심화시키며, 시민의 적극적인 정치참여를 지원하며, 공직을 맡을 수 있도록 능력있는 시민을 길러내고, 후보자 공천을 통해 연방과 주, 지방선거에 참여하며, 정책적 개발로 의회와 정부에 영향을 주고, 국가의사 형성과정에서 자신들이 세운 목표를 실현하며, 국민과 국가기관사이를 지속적이고 역동적으로 이어준다. | ” |

## 정당의 재정
독일 정당은 기부금과 당원의 당비, 기타 수익외에 국가로부터 재정지원을 받는다. 독일의 경우 정당재정의 1/4은 당원이 내는 당비로 충당한다. 정당에 대한 기부금은 정당 재정의 15% 정도를 차지한다. 독일의 경우 개인과 법인 모두 금액의 제한없이 정당에 기부금을 낼 수 있다. 독일 정당 재정에서 가장 많은 부분은 차지하는 것은 국가의 재정지원이다. 연방의회나 유럽 의회선거에서 0.5%이상 득표하거나 주의회 선거에서 1.0% 득표한 정당에는 국고보조금이 지급된다. 현재 법으로 정하고 있는 국가보조금의 전체 상한 금액은 1억3천3백만 유로이다.

## 정당에 대한 비판
독일에서는 정당의 활동과 권한에 대해 많은 비판이 제기되고 있다. 핵심적인 내용은 다음과 같다.
- 의원에 대한 정당 당론의 강요
- 정당 재정지원과 정치자금 스켄들. 포괄적으로는 부패
- 인기영합주의, 선거운동 전략에 따라 소수의 의견을 대변하는 것을 주저함.
- 과두제의 형성
- 당내 민주주의의 결여
- 정당간에 정치활동의 차이가 부족
- 자신의 과오를 숨기기위해 공공적 이미지를 만듦 / 과오를 인정하지 않음
- 정치적으로 숙련되지 못한 국민들에게 호소하기 위해 경제적으로 비이성적인 결정을 함(경제계에서 주로 제기)

## 주요 정당

### 원내정당(18대 연방하원)
| 정당명 | 정당명                         | 당원수  | 대표                     | 의석수 연방의회 | 의석수 주의회 | 확보수 주총리 | 의석수 유럽의회 |
| ------ | ------------------------------ | ------- | ------------------------ | --------------- | ------------- | ------------- | --------------- |
|        | 독일 기독교 민주연합 (CDU)     | 459,878 | 앙겔라 메르켈            | 255 / 631       | 570 / 1,857   | 4 / 16        | 29 / 96         |
|        | 독일 사회민주당 (SPD)          | 459,902 | 지그마어 가브리엘        | 193 / 631       | 601 / 1,857   | 9 / 16        | 27 / 96         |
|        | 좌파당 (DIE LINKE)             | 60,551  | 카챠 키핑, 번드 릭싱거   | 64 / 631        | 165 / 1,857   | 1 / 16        | 7 / 96          |
|        | 동맹 90/녹색당 (GRÜNE)         | 61,369  | 시몬 피터, 젬 외즈데미르 | 63 / 631        | 248 / 1,857   | 1 / 16        | 11 / 96         |
|        | 바이에른 기독교 사회연합 (CSU) | 147,000 | 호르스트 제호퍼          | 56 / 631        | 101 / 1,857   | 1 / 16        | 5 / 96          |

### 원외 정당

#### 우익 및 극우정당
1대 연방하원에는 독일제국당이나 독일당, 전후이주자연합 등 보수우익 정당이 여럿 있었다. 독일당은 기민련의 배려로 지역구에 당선되어 1961년까지 원내에 진출할 수 있었다. 1961년 이후 기민련/기사련보다 우익적 입장을 가진 정당은 연방하원의원으로 당선되지 못했다. 하지만, 몇몇 주의회에서는 우익정당이 원내진출에 성공하기도 했다.
독일 국가민주당(NPD)은 1964년 창당했으며, 보수우익 정당과 민족주의적 자유주의 정당과 이전의 여러 그룹 사람들에 뿌리를 두고 있다. 60년대 말에는 당시 10개 주의회중 7개의 주의회에 진출하기도 했다. 독일 통일이후 작센주이나 메클렌부르크포어포메른주 주의회에 진출하는 데 성공했다. 2010년 말에는 같은 극우정당인 독일국민연합(DVU)와 통합하는데 성공한다. 하지만 2011년 1월 뮌헨 주법원의 판결로 법적으로는 통합이 무효가 된 상태다.
자유민주당(自由民主黨, Free Democratic Party, 독일어: Freie Demokratische Partei, FDP)은 독일의 자유주의 정당이다. 이전의 독일 민주당과 독일 인민당 당원들이 1948년 창당했다. 자유민주당은 독일의 재통일 이후 구 동독의 독일 자유민주당(LPD)와 독일 국가민주당(NPD), 독일 포럼당(DFP), 동독 자유민주당(FDP)도 병합했다. 2013년 독일 총선에서 단 1석의 의석수도 얻지못하며 연방의회 하원 원내 진입에 사상 처음으로 실패하였다.
공화당은 전 기사련 의원이 1983년 창당한 정당으로 80년대 유럽의회와 바덴뷔르템베르크주 주의회 진출에 성공하기도 했다. 기민련/기사련으로 당선된 3명의 연방하원의원이 탈당해 공화당에 가입하기도 했다. 2명은 1985-1987년에, 1명은 1995-1998년에 공화당에서 활동했다.
2001년에서 2004년까지 우익포퓰리스트 정당인 "적극적 법치국가당"(쉴당이라도 함)은 함부르크 주의회에 진출해 기민련, 자민당과 더불어 연정을 구성한 바 있다. 그외에 지역에서 활동하는 많은 우익 정당들이 있다. 구 동독에서 활동하며 보수우익인 "독일 사회연합(DSU)", 노르트라인베스트팔렌에서 활동하는 "친노르트라인베스트팔렌 시민운동", 브레멘 주의회에 의석을 갖고 있는 "분노한 시민", 뮌헨과 뉘른베르크의 "외국인스톱 시민운동"등이 있다.

#### 기타
5% 봉쇄조항으로 연방에서는 원외 정당으로 머물러 있는 지역의 군소정당은 수도 없이 많다. 지역구 3인 당선의 경우 5% 봉쇄조항의 예외가 인정되고 있지만 극히 드문경우이다. 2009년 연방하원 선거에는 27개 정당이, 유럽의회 선거에는 32개 정당이 참여했다.
슐레스비히홀슈타인 주의 경우 덴마크계 소수민족에게는 5% 봉쇄조항의 예외가 인정되고 있다. 하지만 50년대 이래 "남슐레스비히 유권자연합"은 연방하원 선거에서 당선자를 못내고 있다.
기초의회 선거와 부분적으로 주의회 선거에 정당외에 무소속 유권자그룹이 참여하고 있다. 이들중 일부는 "자유유권자 연방협회"에 참여하고 있다. 2008년 바이에른주 주의횐 선거에는 "바이에른 자유 유권자"가 원내 진출에 성공했다.
2009년 연방하원 선거에서 의석을 배출하지 못한 정당 중에 최고 득표 정당은 독일 해적당이었다. 독일 해적당은 스웨덴 해적당을 본따 2006년 창당했으며, 주로 정보 자유와 시민권, 무상교육, 투명성을 주장하고 있다. 2009년에는 사민당 연방하원 의원 외르크 타우스의 입당으로 일시적으로 원내 정당이 되기도 했다.
독일에 존재하는 많은 군소 정당들은 이익정당이자 정치적으로 큰 의미가 없는 정당들이다. 이들은 주로 예를 들어 노인이나 연금생활자같은 특정 그룹이나 특정 주제에 집중하는 경향이 있다.

### 정당의 활동금지
전후 독일에서 2개의 정당에 활동금지 판결이 내려졌다. 하나는 1952년의 "사회주의 제국당"에 대한 판결이고, 다른 하나는 1956년의 독일 공산당에 대한 판결이다. 2004년에 제출된 독일 민족민주당에 대한 금지안은 연방헌법보호청과 주 헌법보호기관간의 협력실패로 금지판결을 얻어내는데 실패했다.

## 같이 보기
- 독일의 정당 목록